# النادي العربي (الكويت)
النادي العربي الرياضي هو نادي رياضيّ   كويتي. تأسس نادي العربي الكويتي باسم العربي  في 20 أكتوبر 1960م، وتم إشهاره رسميًا في 11 نوفمبر 1962م، وكان نادي العربي قد تأسس سابقًا تحت اسم نادي العروبة في 1954م، وبقي بهذا الاسم حتى صدر قرار حل الأندية الكويتية عام 1960، ليعاد تنظيم النادي إداريًا، ويظهر باسم نادي العربي الرياضي، ويتم تسجيله كنادِ رسمي ضمن اتحاد كرة القدم الكويتي. ويعتبر نادي العربي من أكثر الأندية الكويتية حصولًا على البطولات الرسمية المقامة تحت رعاية الاتحاد الكويتي لكرة القدم بـثلاثة وستون لقبًا متصدر عن غريمه التقليدي نادي القادسية بتسعة وخمسون لقبًا. استاد النادي لكرة القدم هو ستاد صباح السالم الواقع في مدينة الكويت في منطقة المنصورية والذي يتسع لحوالي 23,000 متفرج.

## البداية
أسس النادي العربي على أربع رياضات هي كرة القدم وألعاب القوى وكرة السلة وكرة الطائرة كرة اليد،و على مدى تاريخه حقق النادي العربي العديد من الإنجازات بفضل أبناؤه المخلصين وما قدمته مجالس الإدارة المتواليه من توفير كافه الإمكانات سواء المادية أو البشرية حيث جلب العديد من المدربين الأكفاء الذين لهم خبره طويله ساعدتهم على أعمالهم وتنفيذ مخططاتهم التدريبية، والتنظيمية ووجود منشآت ساهمت الدولة في بناءها وتتكون القلعة الخضراء والتي تقع في المنصورية من: استاد صباح السالم لكرة القدم ويتسع إلى حوالي 25 ألف متفرج، وملعب ثاني لكرة القدم مزروع، كذلك هنالك صالة عبد العزيز الخطيب متعدده الأغراض وتستخدم لكرة السلة وكرة اليد والطائرة وتتسع لحوالي 2000 متفرج وأيضا ستة ملاعب اسكواش مجهزة تجهيزاً كاملاً، حمام سباحة أولمبي يتسع إلى 1500 متفرج (حاليا يتم إنشاء مسبح أولمبي جديد وهو على وشك الانتهاء)، وبالإضافة إلى 4 ملاعب تنس أرضي مغطى بمادة الترتان، وملعبين لكرة اليد أحدهما مغطى بمادة الترتان، وصاله للجمباز مجهزه تجهيزاً كاملاً، و 4 صالات أخرى لفرق الجودو ولفرق تنس الطاولة ولفرق الملاكمة.
و للنادي العربي تاريخاً مشرفاً وهو من أوائل أندية كرة القدم بالكويت التي حققت نتائج مشرفه محلياً ودولياً، وقد كان أول نادي كويتي يلعب خارج البلاد وكان ذلك في قبرص وأوروبا، كما مثل النادي العربي دولة الكويت في البطولة الآسيوية الرابعة للأنديه أبطال الدوري لموسم 69/1970. بعدما أحرز سبقاً على المستوى المحلي بفوزه بأول بطولة للدوري العام وكأس حضرة صاحب السمو أمير البلاد في موسم 61/62 وللنادي مشاركات واسعه سواء على المستوى القاري أو العربي أو الخليجي ونقتطف منها القليل من التاريخ الممتلئ بالإنجازات لتقريب الصورة وإبراز دوره الكبير في تطور كرة القدم الكويتية.
و هذا وقد حقق النادي العربي نتائج مشرفه وسمعة دولية طيبة حيث اشترك في البطولة التي أقيمت في مارس 1971 في بانكوك وحصل على النتائج التالية:
- فاز فريق النادي العربي على بطل الهند فريق البنجاب 8/0.
- فاز فريق النادي العربي على ماليزيا فريق براك 3/0.
و قد فاز فريق النادي العربي في الكثير من المباريات الخارجية واللقاءات الودية:
- في عام 1961 فاز فريق النادي العربي على فريق المعهد العالي المصري 1/0 وكان فريق المعهد العالي يزخر بالعديد من نجوم الكره المصرية آنذاك.
- في عام 1963 فاز فريق النادي العربي على فريق ميناء البصرة 3/1.
- في عام 1964 فاز فريق النادي العربي على فريق سلاح الطيران المصري 2/0.
- ثم قام فريق النادي العربي بجوله إلى البصرة وقطر ولعب خلالها مباراتين موسم 63/64 في البصرة وفاز في واحده وتعادل في الثانية مع فريق الميناء ولعب مباراتين في قطر موسم 66/67 وفاز فيهما.
- اشترك فريق النادي العربي في دورة قاسيون لكرة القدم التي اقيمت في دمشق بسوريا وحصل النادي على لقب هذه بطولة الدورة.
- كما قام فريق النادي العربي بزيارة لجمهورية مصر العربية موسم 67/68 وقد قام لعب أربع مباريات ودية الأولى أمام فريق الأهلي المصري وانتهت بنتيجة 1/1، والثانية أمام نادي الزمالك وانتهت 1/0 للزمالك، والثالثة نادي الاتحاد الإسكندري 1/0 للاتحاد، والرابعه أمام نادي الإسماعيلي المصري وانتهت 2/0 لصالح النادي العربي.
- كما فاز فريق النادي العربي على فريق فارول الروماني 1/0 وكان ذلك في موسم 68/69.
- أجرى النادي العربي سلسله من المباريات الوديه منها المحلية والخارجيه وذلك استعدادا للدوري العام وذلك في موسم 74/75 وكانت نتائجها كالتالي: فاز فريق النادي العربي على نادي المحرق البحريني 1/0 وكان ذلك في موسم 73/74، كما فاز فريق النادي العربي على فريق النسور البحريني 2/1، وأيضا فاز فريق لاتسيو الإيطالي 1/0 وكان ذلك في موسم 74/75، وأيضا تعادل مع منتخب بولندا 1/1 في موسم 77/78.
والنادي العربي هو امتداد لنادي العروبة الذي تأسس عام 1954، وكان أبرز لاعبيه: عبد الوهاب العوضي، علي ناصر، عبد العزيز الخطيب، مسعد المسعد، محمد الدالوي، عبد المجيد محمد، محمد الصومالي، دسمان بخيت، أحمد بوطه، منير الدقاق، فؤاد الأشقر، محمد منصور، أحمد حسين، عباس الشمالي، موسى الصومالي، نايف دلول ومحمد صالح الرومي.

### تأسيس النادي العربي الرياضي
وللنادي العربي الرياضي تاريخ مشرف وصفحات مشرقة فهو من أوائل الأندية الكويتية التي حصدت نتائج مشرفة في كرة القدم واللعبات الأخرى محلياً وخارجياً. والعربي هو أول نادي يلعب خارج الكويت في قبرص وأوروبا. كما أنه أول نادي كويتي يمثل الكرة الكويتية في البطولة الآسيوية الرابعة عام 1969 بوصفه بطل الدوري العام في تلك السنة. ومن أبرز إنجازاته فوزه على لاتسيو الإيطالي عام 1982 بنتيجة 1/صفر على استاد صباح السالم بالنادي العربي.
ونجح الأخضر في الحصول على العديد من الألقاب في مختلف الألعاب منذ تأسيسه... وعلى صعيد كرة القدم يحمل النادي الرقم القياسي من حيث عدد مرات الفوز بلقب الدوري العام 16 مرة وهو رقم قياسي وغير مسبوق على المستوى المحلي والخليجي، كما يحمل الرقم القياسي في الفوز ببطولة كأس سمو الأمير 14 مرة، وأحرز كأس سمو ولي العهد 4 مرات وبطولة الخرافي 3 مرات وكأس «شووت» مرة واحدة وبطولة السوبر «مرة واحدة». وعلى الصعيد الخارجي فاز النادي العربي بكأس الأندية الخليجية مرتين 1982-2003.
ويفخر النادي العربي أحد المعاقل الكروية الكويتية، بإمداده باللاعبين لكافة المنتخبات الوطنية على مدار السنوات، والمساهم المباشر في الإنجازات والانتصارات التي حققتها الرياضة الكويتية سواء كانت على المستوى المحلي والخليجي والعربي والآسيوي. والعربي له تاريخ مشرف ومدرسة رياضية أمدت وأخرجت اللاعبين الموهوبين الذين مثلوا الكويت دولياً.

## إستاد صباح السالم

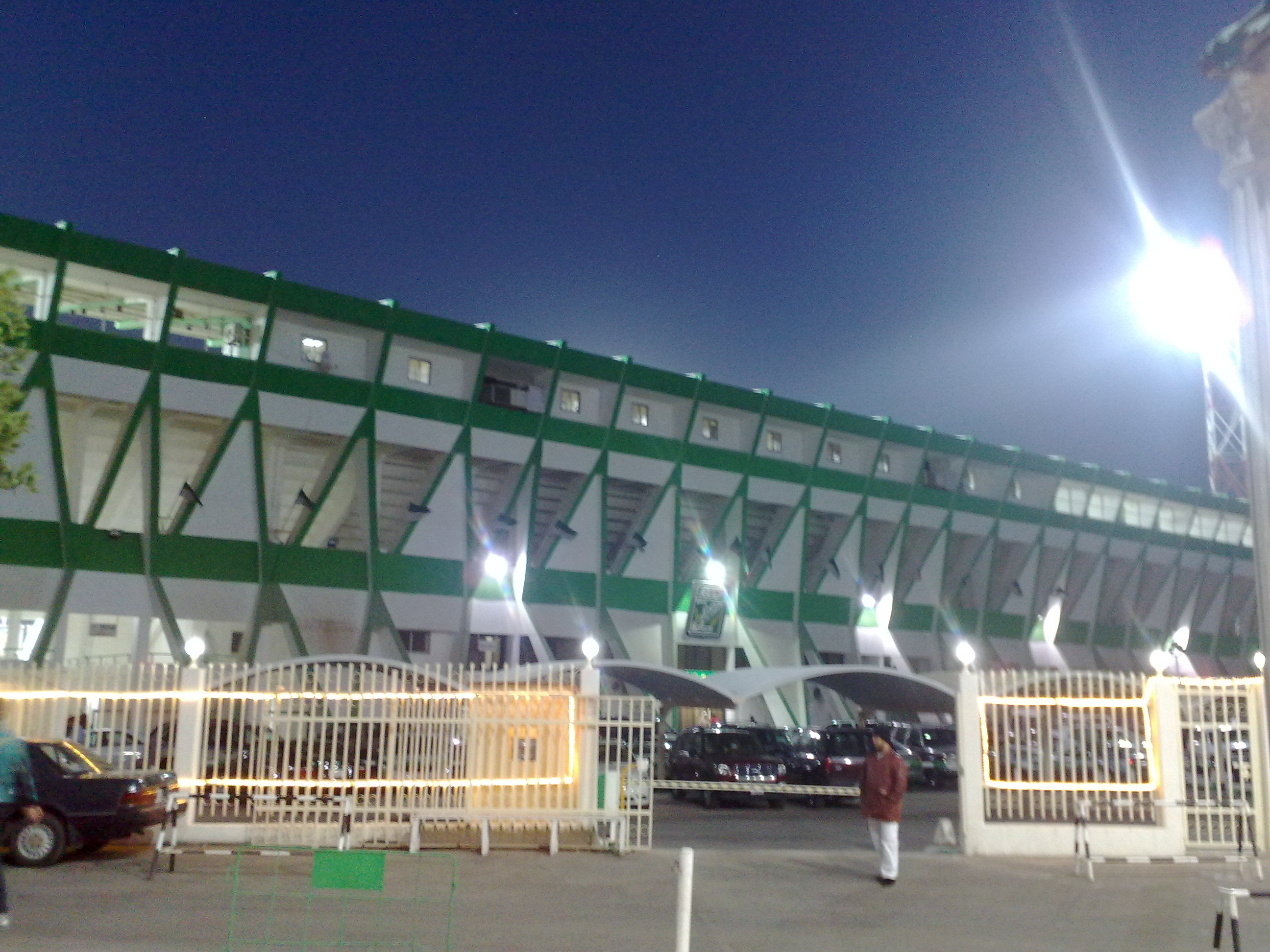
ملعب صباح السالم الصباح بالمنصورية من الخارج

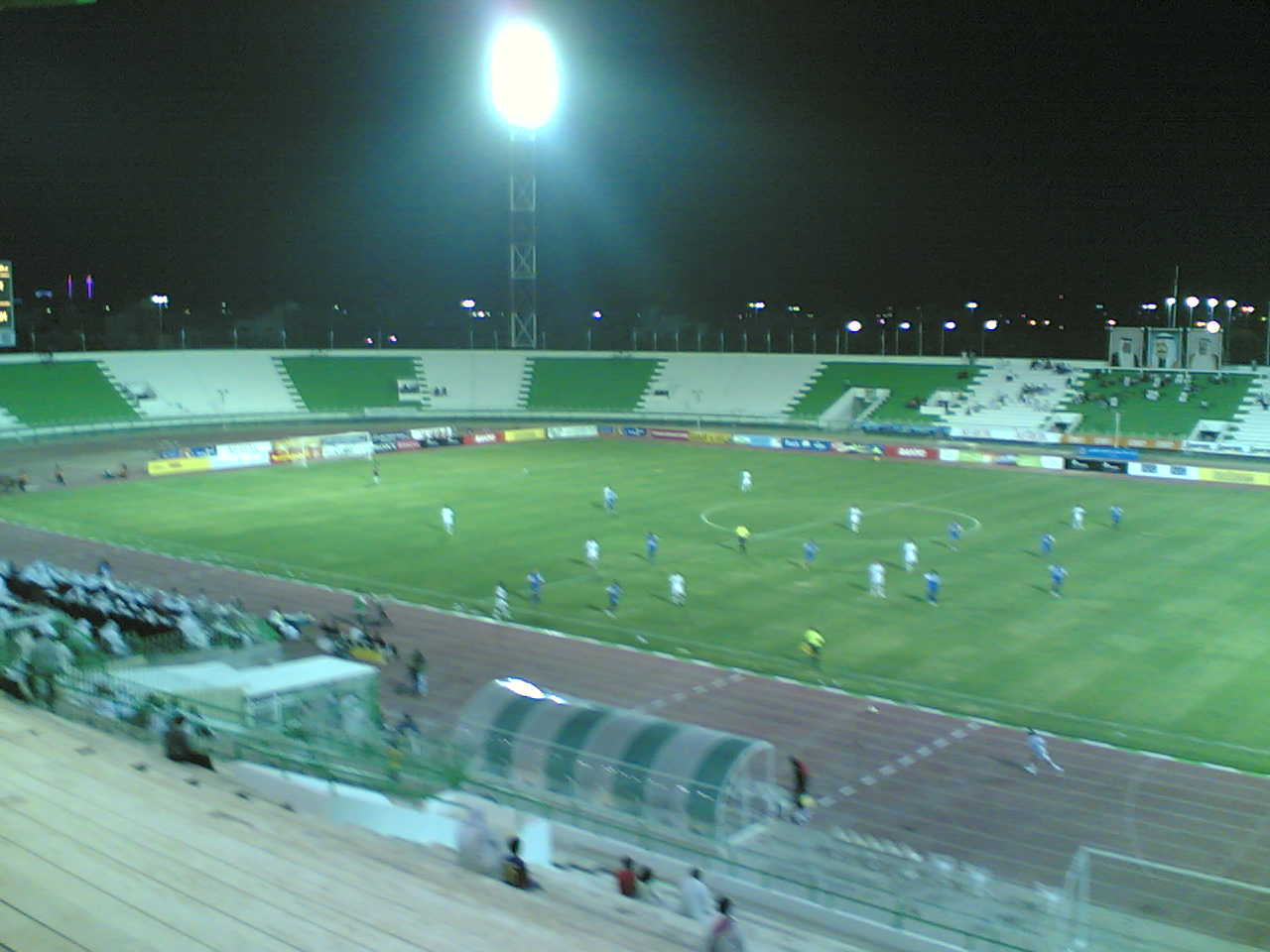
ملعب صباح السالم الصباح بالمنصورية

ملعب صباح السالم، هو ملعب كرة قدم وهو الملعب الخاص بنادي العربي الكويتي، سمي بهذا الاسم تخليدا لذكرى الشيخ صباح السالم الصباح.ويتسع الملعب لحوالي 25,000 متفرج.
استضاف عدد مباريات في كأس آسيا 1980، وأهم مباراة استضافها كانت نهائي البطولة بين منتخب الكويت لكرة القدم ومنتخب كوريا الجنوبية لكرة القدم وانتهت المباراة بفوز منتخب الكويت بثلاثة أهداف مقابل لا شيء.

## الإنجازات
| البطولة                             | العدد  | الأعوام |        |        |        |
| الدوري                              | الدوري | الدوري | الدوري | الدوري | الدوري |
| ----------------------------------- | ------ | --- | ------ | ------ | ------ |
| الدوري الكويتي - البطل              | 17     | 1961-1962 / 1962-1963 / 1963-1964 / 1965-1966 / 1966-1967 / 1969-1970 / 1979-1980 / 1981-1982 / 1982-1983 / 1983-1984 / 1984-1985 / 1987-1988 /1988-1989/ 1992-1993 / 1996-1997 / 2001-2002 / 2020-2021 |        |        |        |
| الكؤوس المحلية                      |        | |        |        |        |
| كأس الأمير - البطل                  | 16     | 1961-1962 / 1962-1963 / 1963-1964 / 1965-1966 / 1968-1969 / 1970-1971 / 1980-1981 / 1982-1983 / 1991-1992 / 1995-1996 / 1998-1999 / 1999-2000 / 2004-2005 / 2005-2006 / 2007-08 / 2019-20               |        |        |        |
| كأس ولي العهد - البطل               | 9      | 1995-1996 / 1996-1997 / 1998-1999 / 1999-2000 / 2006-2007 / 2011-2012 / 2014-2015 /2021-2022 / 2022-2023                                                                                                |        |        |        |
| كأس السوبر الكويتي - البطل          | 3      | 2008 / 2012 / 2021 |        |        |        |
| البطولات التنشيطية                  |        | |        |        |        |
| كأس الاتحاد الكويتي - البطل         | 8      | 1969-70 / 1978-1979 / 1995-1996 / 1996-1997 / 1998-1999 / 1999-2000 / 2001-2002 / 2013-2014 |        |        |        |
| الدوري المشترك - البطل              | 5      | 1969-1970 / 1970-1971 / 1971-1972 / 1985-1986 / 1988-1989 |        |        |        |
| كأس الخرافي - البطل                 | 3      | 1998-1999 / 2000-2001 / 2001-2002 |        |        |        |
| البطولات الخليجية                   |        | |        |        |        |
| كأس الخليج للأندية - البطل          | 2      | 1982 / 2003-2004 |        |        |        |
| بطولات أخرى                         |        | |        |        |        |
| بطولة المجهود الحربي                | 1      | 1994-1995 |        |        |        |
| بطولة قاسيون الدولية                | 1      | 1965 |        |        |        |
| كاس بيراك                           | 1      | 1970-1971 |        |        |        |
| كأس بنجاب                           | 1      | 1971 |        |        |        |
| كأس شوت                             | 1      | 1978–1979 |        |        |        |
| وصافة البطولات                      |        | |        |        |        |
| كأس الخليج للأندية - الوصيف         | 3      | 1983 / 1985 / 1994 |        |        |        |
| كأس الاتحاد العربي للأندية - الوصيف | 1      | 2012-2013 |        |        |        |

## تشكيلة الفريق
- آخر تحديث: 13 سبتمبر 2019.

ملاحظة: تشير الأعلام إلى المنتخب بحسب قواعد الأهلية المعتمدة من قبل الفيفا؛ تنطبق بعض الاستثناءات المحدودة. وقد يحمل اللاعبون أكثر من جنسية لا تعترف بها الفيفا.
| الرقم | البلد  | المركز | اللاعب            |
| ----- | ------ | ------ | ----------------- |
| 1     | الكويت | حارس   | سليمان عبد الغفور |
| 3     | الكويت | حارس   | عمار البلوشي      |
| 4     | الكويت | حارس   | حيدر ستار         |
| 5     | الكويت | مدافع  | عيسى وليد         |
| 6     | الكويت | مدافع  | محمد فريح         |
| 7     | الكويت | وسط    | حسن حمدان         |
| 8     | الكويت | مدافع  | احمد رحيل         |
| 9     | الكويت | مدافع  | محمد صفر          |
| 10    | الكويت | مدافع  | احمد ابراهيم      |
| 11    | الكويت | مدافع  | جمعه عبود         |
| 12    | الكويت | مدافع  | محمد البذالي      |
| 13    | الكويت | مدافع  | عبد الله حسن      |
| 14    | سوريا  | مدافع  | احمد الصالح       |
| 15    | الكويت | مدافع  | عمار البلوشي      |

| الرقم | البلد       | المركز | اللاعب             |
| ----- | ----------- | ------ | ------------------ |
| 16    | ليبيا       | وسط    | السنوسي الهادي     |
| 17    | الكويت      | وسط    | حسين اشكناني       |
| 18    | الكويت      | وسط    | بدر طارق           |
| 19    | الكويت      | وسط    | علي خلف            |
| 20    | الكويت      | وسط    | محمد زنيفر         |
| 21    | الكويت      | وسط    | عبد الله الشمالي   |
| 22    | الكويت      | وسط    | نايف حميد          |
| 23    | الكويت      | وسط    | عبد العزيز السليمي |
| 24    | غانا        | وسط    | عيسى يعقوبو        |
| 25    | الكويت      | وسط    | حسين الحربي        |
| 26    | دولة فلسطين | مهاجم  | عدي الدباغ         |
| 27    | الكويت      | مهاجم  | سلمان العوضي       |
| 28    | سوريا       | مهاجم  | علاء الدالي        |
| 29    | الكويت      | مهاجم  | مشاري الكندري      |
| 30    | الكويت      | مهاجم  | بندر السلامة       |

## انجازات الفريق
- اكثر نادي تحقيقاً لبطولات كرة القدم بواقع 66 بطولة.
- اول نادي يحقق الدوري وكأس الامير وكأس السوبر وكأس الخليج للاندية.
- أول فريق كويتي يفوز بالدوري 3 مرات متتالية : 1961–62، 1962–63، 1963–64
- أول فريق كويتي يفوز بالدوري 4 مرات على التوالي :1981–82 ، 1982-83 ، 1983-84 ، 1984-85
- أول فريق كويتي يفوز بالدوري بدون خسارة أو تعادل :1961-62
- أول واكثر فريق كويتي يفوز بالدوري بدون خسارة بعدد 5 مواسم: (1961/1962 – 1962/1963 – 1965/1966 – 1988/1989 – 2020-2021)
- اول نادي يشارك في بطولة خارجية رسمية وهي بطولة آسيا في تايلاند 1971.
- اول نادي يحقق بطولة خارجية: دورة قاسيون الدولية الودية في سنة 1965.
- اول نادي يسجل هدف في تاريخ الدوري الكويتي عبر المهاجم عبد الرحمن العسعوسي حيث سجل الهدف في الدقيقة العاشرة من الشوط الأول من مباراة فريقه امام الشويخ التي اقيمت في نفس التوقيت مع بقية المباريات علي ملاعب ثانوية الشويخ.
- اول نادي يتم نقل مباراته عبر تلفزيون الكويت في عام 1963 حيث فاز النادي العربي ضد نادي ميناء البصرة 1/3.
- العربي اكثر نادي شارك في الدوري الممتاز بواقع 63 نسخة لغاية موسم 2023/2024.
- أطول سلسلة دون هزيمة في الدوري :33 مباراة متتالية
- اكثر نادي يحافظ على زعامة الدوري: 60 عام.

- أقل الفرق التي دخلت عليها أهداف في الدوري الكويتي في موسم واحد هو النادي العربي في موسم 1988/1989 حيث دخل مرماه هدف واحد فقط وكان الحارس يومئذ عبد الرضا عباس.
| الموسم    | ترتيب الدوري | كأس ولي العهد | كأس الأمير    |
| --------- | ------------ | ------------- | ------------- |
| 2000\2001 | الرابع       | الدور الأول   | ربع النهائي   |
| 2001\2002 | البطل        | ربع النهائي   | ربع النهائي   |
| 2002\2003 | الوصيف       | الوصيف        | ربع النهائي   |
| 2003\2004 | الثالث       | ربع النهائي   | ربع النهائي   |
| 2004\2005 | الثالث       | الدور الأول   | البطل         |
| 2005\2006 | الرابع       | ربع النهائي   | البطل         |
| 2006\2007 | السادس       | البطل         | نصف النهائي   |
| 2007\2008 | الرابع       | ربع النهائي   | البطل         |
| 2008\2009 | الخامس       | الدور الأول   | الوصيف        |
| 2009\2010 | الخامس       | الوصيف        | نصف نهائي     |
| 2010\2011 | الثالث       | نصف نهائي     | دور اول       |
| 2011\2012 | الثالث       | البطل         | ربع نهائي     |
| 2012\2013 | الثالث       | الوصيف        | نصف نهائي     |
| 2013\2014 | الخامس       | الوصيف        | نصف نهائي     |
| 2014\2015 | الوصيف       | البطل         | نصف نهائي     |
| 2015\2016 | الخامس       | ربع نهائي     | الوصيف        |
| 2016\2017 | الرابع       | دور اول       | دور اول       |
| 2017\2018 | الخامس       | نصف نهائي     | الوصيف        |
| 2018\2019 | الخامس       | نصف نهائي     | ربع نهائي     |
| 2019\2020 | الرابع       | الوصيف        | البطل         |
| 2020\2021 | البطل        | ربع نهائي     | المركز الثالث |
| 2021\2022 | الثالث       | البطل         | ربع نهائي     |
| 2022\2023 | الوصيف       | البطل         | نصف نهائي     |

| الموسم    | الأول                  | الثاني          | الثالث                     |
| --------- | ---------------------- | --------------- | -------------------------- |
| 2007-2008 | فراس الخطيب 24         | خالد خلف 14     | حسين الموسوي 7             |
| 2008-2009 | فراس الخطيب 25         | خالد خلف 8      | حسين الموسوي 7             |
| 2009-2010 | محمد زينو 12           | حسين الموسوي 9  | علي مقصيد 7                |
| 2010-2011 | عبد المجيد الجيلاني 16 | حسين الموسوي 12 | علي مقصيد 5                |
| 2011-2012 | محمد زعبيا 8           | علي مقصيد 6     | خالد خلف 5                 |
| 2012-2013 | أحمد هايل 20           | فهد الرشيدي 14  | قادر فال 12                |
| 2013-2014 | أحمد هايل 20           | فهد الرشيدي 15  | محمود المواس 8             |
| 2014-2015 | فراس الخطيب 24         | أحمد هايل 15    | حسين الموسوي 13            |
| 2015-2016 | فراس الخطيب 27         | فهد الرشيدي 9   | تياجو بيزيرا 8             |
| 2016-2017 | أمين شيرميتي 16        | حسين الموسوي15  | علي مقصيد 7                |
| 2017-2018 | حسين الموسوي 10        | بوبي كليمنت 9   | علي مقصيد / سعيد الرزيقي 7 |
| 2018-2019 | حسين الموسوي 14        | علي خلف 4       | محمد فريح 2                |
| 2019-2020 | السنوسي الهادي 10      | بيرنارد هنري 5  | تشافي توريس 4              |
| 2020-2021 | عدي الدباغ 13          | بندر السلامة 6  | السنوسي الهادي 6           |
| 2021-2022 | السنوسي الهادي 6       | أبلاي فيوكس 5   | محمد الصولة 5              |
| 2022-2023 | محمد صولة 22           | ايدو 12         | سنوسي الهادي 8             |

## لاعبو الفريق

### ابرز اللاعبين السابقين والحاليين
| الكويت - سمير سعيد - مرزوق سعيد - حسين العسعوسي - الشيخ نايف جابر الأحمد الصباح - جواد عاشور - أحمد عسكر - عنبر سعيد - صباح عبد الله - عايض عبد الله - عدنان عبد الله - علي حسين - خالد علي ناصر - عامر ياسر | - فرج نفاع - حميد باشا - منصور باشا - عبد الله منصور - ماجد سلطان - فاضل مطر - توفيق بلاغة - عبدالرضا عباس - علي الملا - عبد الرحمن الدولة - أحمد موسى - عنبر سعيد - أحمد خلف | - فايز الفليج - أحمد جاسم - أسامة حسين - عبد العزيز عاشور - عبد الله البلوشي - محمد كرم - سامي الحشاش - محمد جراغ البحرين - محمد حبيل - إبراهيم المشخص - إسماعيل عبد اللطيف | سوريا - فراس الخطيب - رجا رافع - محمد زينو - أحمد الصالح مصر - حسن شحاتة - سمير محمد علي عمان - طلال خلفان الأردن - أحمد هايل ليبيا - سنوسي الهادي - محمد صولة |

### لاعبوا كأس العالم وكأس آسيا
| كأس العالم 1982 - عبد الله البلوشي - سامي الحشاش - محمد كرم | كأس آسيا 1996 - سامي اللنقاوي - عبد الله سهان - أسامة حسين - عبد الله وبران | كأس آسيا 2000 - أسامة حسين - أحمد جاسم - عبد الله وبران | كأس آسيا 2004 - محمد جراغ - شهاب كنكوني - علي مقصيد - خالد أحمد خلف - عبد الله الشمالي |

### اللاعبين الذين مثلوا الكويت دولياً من أبناء النادي
| - عبد الرحمن الدولة - حسن ناصر - محمد الخطيب - صالح عبد الله - جواد عاشور - جواد مقصيد - نايف الجابر - راشد المبارك - عبد الحميد محمد - يعقوب عبد الله - حسين إبراهيم - فؤاد عاشور - حسني الشعراوي - محمد عمر - عباس الشمالي - فهد الفقعان | - أحمد حسين - محمد الخطيب - علي ناصر - حسن ناصر - محمد أحمد ناصر - محمد أحمد فتحي - عبد الرحمن العسعوسي - سلمان النصف - عبد الله العصفور - عبد الرزاق محمد نور - عقيل المهنا - خالد النجدي - منصور المنصور - أحمد أحمد محمد - أحمد أبوراس - إبراهيم عمر سمارة | - بدر صقر العيضي - جاسم السبتي - حبيب غلوم حسين - ناصر عبد الرزاق جمعه - عبد العزيز العميري - مرزوق سعيد - مبارك عيسى المناعي - حميد المؤمن - يعقوب علي حسين - حسين جاسم العسعوسي - جابر سالم فرحان - جعفر المتروك - علي محمد صالح القطان - خلف ادريس مبارك - عبد العزيز المنصور | - ناصر عبد الله الحمد - سعد العميري - معيوف مجيد - غازي غانم الناصر - عبد الوهاب حسين العصفور - نجم العميري - خالد حسين علي محمد - حسين علي إبراهيم - صالح عبد الله الصالح - فاروق المطيري - سمير محمد علي - عبد النبي حافظ - زاد عاشور - طه بصري - علي الملا | - عبد العزيز المكي - باقر عبد اللطيف - جاسم عاشور - عبد الرضا رمضان - حسين غانم الغانم - يعقوب عبد الله - اسحاق مرتضى - محمد حسين - بدر بوعباس - إبراهيم محمد حسن - عادل العصفور - عبد الرزاق سليم العجران - شملان جاسم الشملان - علي فرج - فهد ماجد سلطان |

## أبرز المدربين
| السنوات     | اسم المدرب           | الجنسية                                 |
| ----------- | -------------------- | --------------------------------------- |
| 1978 - 1987 | دايف مكاي            | إسكتلندا                                |
| 1988 - 1992 | فرانك أبتون          | إنجلترا                                 |
| 1993 - 1994 | بوب كامبل            | إنجلترا                                 |
| 1994 - 1995 | محمد كرم             | الكويت                                  |
| 1994 - 1995 | كولن دابسون          | إنجلترا                                 |
| 1995 - 1996 | دراغان ميهاليوفيتش   | جمهورية يوغوسلافيا الاشتراكية الاتحادية |
| 1996        | جواد مقصيد           | الكويت                                  |
| 1996 - 1997 | فوزي إبراهيم         | الكويت                                  |
| 1998 - 1999 | يان بيفارنيك         | سلوفاكيا                                |
| 1999 - 2001 | دراغان ميهاليوفيتش   | صربيا                                   |
| 2001 - 2003 | فالدير فييرا         | البرازيل                                |
| 2003 - 2004 | سبستياو لازاروني     | البرازيل                                |
| 2004 - 2005 | محسن صالح            | مصر                                     |
| 2005 - 2006 | فالدير فييرا         | البرازيل                                |
| 2006 - 2007 | نيناد يستروفيتش      | صربيا                                   |
| 2007 - 2008 | خوسيه فيرناندو راشاو | البرتغال                                |
| 2008 - 2009 | احمد خلف             | الكويت                                  |
| 2009        | زوران بيفك           | صربيا                                   |
| 2009 - 2010 | دراغان سكوسيش        | كرواتيا                                 |
| 2010 - 2011 | مارسيلو كابو         | البرازيل                                |
| 2011        | غوران بيتوفيتش       | صربيا                                   |
| 2011 - 2014 | خوسيه روماو          | البرتغال                                |
| 2014 - 2015 | بوريس بونياك         | صربيا                                   |
| 2015 - 2016 | فليبي لويس           | البرتغال                                |
| 2016 -2018  | بوريس بونياك         | صربيا                                   |
| 2018 -2019  | حسام السيد           | سوريا                                   |
| 2019–2020   | خوان مارتينيز        | إسبانيا                                 |
| 2020        | باسم مرمر            | لبنان                                   |
| 2020        | أحمد عثمان           | الكويت                                  |
| 2020–2022   | أنتيه ميشه           | كرواتيا                                 |
| 2022–2023   | يوغوسلاف ترينتشوفسكي | مقدونيا الشمالية                        |
| 2023- 2023  | توماس برداريتش       | ألمانيا                                 |

## ارقام خارجية

### مواجهات دولية (ودية)
1971: العربي 3–0  بيراك
3/11/1974: العربي 1–0  لاتسيو
5/8/2014: العربي 2–1  آينتراخت فرانكفورت
2/8/2014: العربي 2–0  بورصة سبور U-21
5/8/2014: العربي 2–1  بورصة نيلوسبور

### ضد المنتخبات الوطنية
1977–78: العربي 1–1 بولندا 
2005–06: العربي 2–0 سوريا 
2007–08: العربي 1–1 ساحل العاج 
2013–14: العربي 1–0 قيرغستان

## ديربي الكرة الكويتية
ديربي الكرة الكويتية، (كذلك يعرف ب كلاسيكو الكرة الكويتية ويعرف أيضا ب لقاء الغريمين)، هي أشهر مباراة كرة قدم في دولة الكويت، والتي تجع بين فريقي نادي القادسية وغريمه التقليدي نادي العربي. يتسم هذا اللقاء بنوع من الجدية والحماس بحكم أن كلا الناديين من أنجح وأشهر الأندية في الكويت.

### المواجهات المباشرة
الجدول الآتي يوضح تاريخ المباريات بين الغريمين منذ بدايتها حتى أخر ديربي جمعهما في 29 ابريل 2023 في منافسات الدوري الكويتي والذي انتهت بالتعادل السلبي 0 - 0.
|                           | المواجهات | فاز القادسية | تعادل الفريقان | فاز العربي | سجل القادسية | سجل العربي |
| الدوري الكويتي            | 128       | 47           | 41             | 41         | 158          | 159        |
| كأس الأمير                | 25        | 13           | 2              | 10         | 38           | 35         |
| كأس ولي العهد             | 16        | 8            | 1              | 8          | 21           | 18         |
| كأس السوبر                | 1         | 0            | 0              | 1          | 1            | 2          |
| مجموع المباريات الرسمية   | 170       | 68           | 43             | 60         | 218          | 214        |
| كأس الأتحاد               | 11        | 6            | 2              | 4          | 14           | 11         |
| كأس الخرافي               | 7         | 3            | 1              | 3          | 7            | 11         |
| الدوري المشترك            | 7         | 3            | 1              | 3          | 8            | 8          |
| مجموع المباريات التنشيطية | 24        | 11           | 4              | 9          | 27           | 28         |
| المجموع الكلي             | 181       | 74           | 42             | 64         | 226          | 220        |

## الألعاب الرياضية
- كرة القدم
- كرة السلة
- كرة طائرة
- كرة يد
- الألعاب المائية (كرة الماء)
- الجمباز
- رفع الأثقال
- ألعاب القوى
- الإسكواش
- الكاراتيه
- المبارزة
- التايكوندو
- الملاكمة
- كرة قدم الصالات

## مجالس الإدارة السابقة
- 1960: مهلهل محمد المضف
- 1961: خالد أحمد المضف
- 1967: موسى راشد الفهد
- 1969: محمد صالح الملا
- 1970: سلمان الحمود الصباح
- 1978: أحمد سيد عبد الصمد
- 1981: نايف جابر الأحمد الصباح
- 1983: أحمد سيد عبد الصمد
- 1988: علي العبد الله السالم الصباح
- 1992: فهد عبد العزيز الحميضان
- 1993: محمد صالح الملا
- 1994: أحمد سيد عبد الصمد
- 1997: إبراهيم عبد الله شهاب
- 2000: جمال الكاظمي
- 2010: سلمان الحمود الصباح (مؤقت)
- 2010: جمال الكاظمي
- 2019: عبد العزيز عاشور

## وصلات خارجية
- الموقع الرسمي
- المتجر الرسمي للنادي العربي